# چارلز آرتور فلوید
چارلز آرتور فلوید (شهره به Pretty Boy Floyd، (فلوید قشنگه یا فلوید بچه خوشگل) (۳ فوریه ۱۹۰۴ – اکتبر ۲۲ ۱۹۳۴) یک دزد بانک مشهور در آمریکا بود. او در غرب میانه و ایالات جنوب غرب و مرکز اقدام به سرقت بانک کرد و کارهای مجرمانه اش با پوشش خبری سنگینی در حواشی ۱۹۳۰ روبرو شد. پس از مرگِ وی از زندگیِ او ترانه، شعر، کتاب و فیلم ساخته و پرداخته شده است.او مرام خیلی خوبی داشت و آن این بود که وقتی به بانک میرفت و دزدی می کرد مدارک همه ی وام گرفتگان را پاک میکرد تا ان ها نتوانند پول قسط را از انان بگیرند

## مرگ
فلوید قشنگه مانند بسیاری از دیگر قانون شکنانِ برجسته آن دوران، بدستِ یک پلیس کشته شد. در موردِ اینکه چه کسی وی را با گلوله هدف قرار داد هنوز حدس و گمان وجود دارد.
در تاریخ ۲۳ ژوئیه سال ۱۹۳۴، پس از مرگ جان دیلینجر، فلوید قشنگه دشمن عمومی شمارهٔ یک نامگذاری شد. در ۲۲ اکتبر سال ۱۹۳۴، فلوید در پشت خانه‌ای در یک مزرعه ذرت در جاده بین پارک ایالتی بیور کریک و لیورپول شرقی، اوهایو، در نزدیکی محلی بنام کلارکسون هدف شلیک گلوله قرار گرفت و در حالی که توسطِ افسران محلی پلیس و مأموران اف بی آی به رهبری ملوین پرویس تعقیب می‌شد به ضربِ گلوله کشته شد.
گمان‌های گوناگونی در موردِ هدف قرار گرفتنِ وی و اینکه چگونه کشته شد وجود دارد. بهر روی، مأموران اف بی آی وی را پس از اینکه هدف قرار گرفت از مزرعه خارج کرده، زیر یک درخت سیب قرار دادند. او پس از چندی در زیر همان درخت جان داد.

## پس از مرگ
در ماه مارس سال ۱۹۳۹ میلادی -پنج سال پس از مرگ فلوید زیبا چهره- وودی گاتری، اهل اوکلاهما، یک آهنگ خیالی از زندگی فلوید به نام «تصنیف فلوید زیبا چهره» (به انگلیسی: The Ballad of Pretty Boy Floyd) نوشت و اجرا کرد.
این ترانه از سخاوت فلوید با فقرا می‌گوید:

"If you'll gather 'round me, children, a story I will tell
'Bout Pretty Boy Floyd, an Outlaw, Oklahoma knew him well.
As through this world you travel, you'll meet some funny men;
Some will rob you with a six-gun, and some with a fountain pen."
این آهنگ توسط بسیاری از موسیقی نوازان کانتری و نوازندگان محلی همچون باب دیلن، جوآن بائز، ملانی سفکا، دفیانس، اوهایو و کریستی مور دوباره اجرا و چندین بار ضبط شده است.

### ادبیات
شخصیتِ ما جود(Ma Joad) در رمان جان استاینبک بنام خوشه‌های خشمدر سال ۱۹۳۹، چندین بار به فلویدِ زیبا چهره بعنوان جوانی که در گرداب رکود بزرگ افتاد و به سرنوشتی غم انگیز دچار شد اشاره می‌کند.